# Carriage Paid To
CPT (Carriage Paid To — Фрахт/перевозка оплачены до) — международный торговый термин Инкотермс, который применяется по отношению ко всем видам транспорта, включая смешанные перевозки. Продавец несёт расходы по перевозке к пункту назначения, в том числе фрахту. Покупатель оплачивает страхование груза. Риски переходят в момент доставки груза первому перевозчику.